# NGC 6927
NGC 6927 is een lensvormig sterrenstelsel in het sterrenbeeld Dolfijn. Het hemelobject werd op 15 augustus 1863 ontdekt door de Duitse astronoom Albert Marth.

## Synoniemen
- MCG 2-52-16
- ZWG 424.20
- NPM1G +09.0505
- PGC 64925